# Hesse (Hamm)
Die Hesse GmbH & Co. KG mit Sitz im westfälischen Hamm ist ein deutscher Hersteller von Lacken und Beizen, insbesondere für Holzoberflächen im Innenbereich.

## Unternehmen

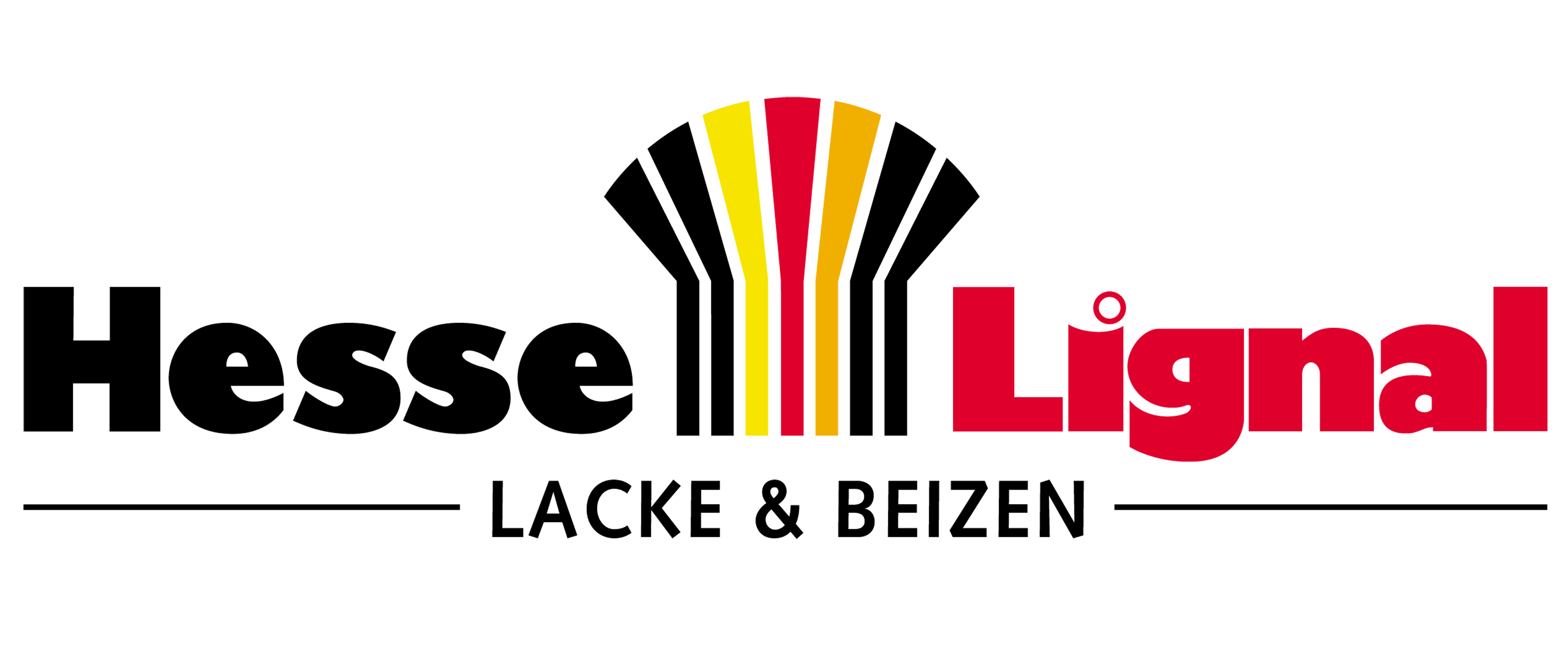
Historisches Logo

Das Unternehmen Hesse wurde 1910 von Fritz und Karl Hesse gegründet und befindet sich bis heute in Familienbesitz. Geschäftsführende Gesellschafter sind derzeit Hans Jürgen Hesse und Jens Hesse, die das Unternehmen in der dritten bzw. vierten Generation führen.
Hesse zählt mit mehr als 450 Mitarbeitern am Stammsitz in Hamm zu den größten Arbeitgebern der Stadt. weitere 50 Mitarbeiter sind im Ausland beschäftigt. Im Jahr 2012 betrug die Ausbildungsquote mit 40 Auszubildenden über 9 %.
Mit eigenen Standorten agiert die Hesse-Gruppe in Schweden, Dänemark, Großbritannien, Belgien, Frankreich, im Mittleren Osten und in China.

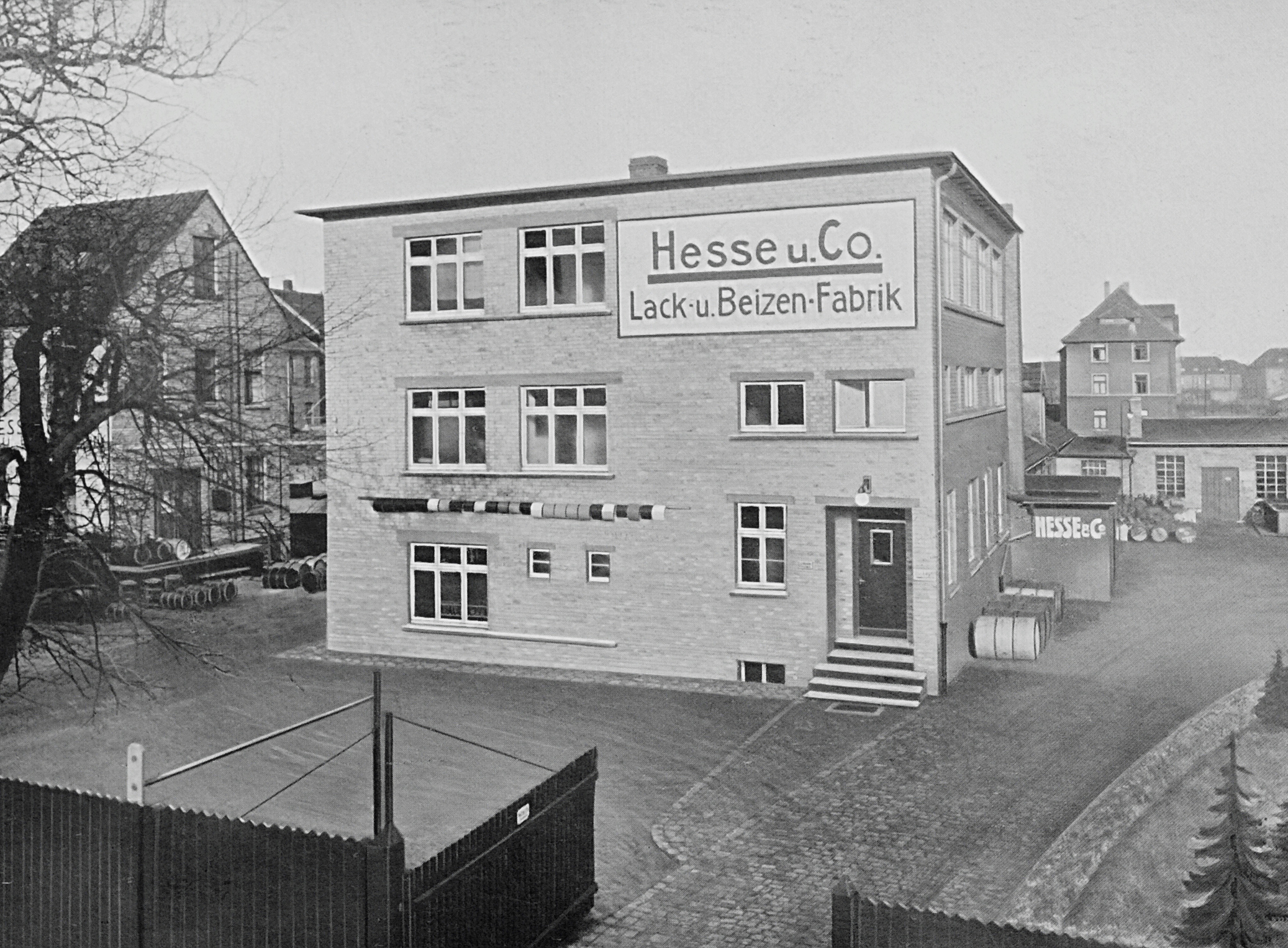
Firma Hesse 1930

Der Kundenkreis erstreckt sich von Handwerksbetrieben bis zu industriellen Abnehmern.

## Marke
Hesse vertreibt seine Produkte bereits seit Firmengründung unter der Marke Lignal. Der Name Lignal entstand aus einer Kombination des lateinischen Begriffes für Holz (lignum) und dem Wort Signal. Der Markenname hat sich inzwischen so etabliert, dass häufig Hesse Lignal als Firma angenommen wird.

## Produkte
Das Produktportfolio umfasst PUR- und CN-Lacke, UV-, Wasser- und Wasser-UV-Lacke, Beizen, Öle und Wachse.
Umweltfreundliche und lösungsmittelfreie Produkte nehmen dabei einen immer größeren Anteil ein. Hesse führte 1996 die Produktlinie „Pro Terra“ ein, die eine Herstellung auf rein nachwachsenden Rohstoffen gewährleistet.
Jeden Tag werden in Hamm ca. 100 Tonnen Lacke und Beizen, auf der Basis von ungefähr 45.000 Rezepturen, hergestellt.

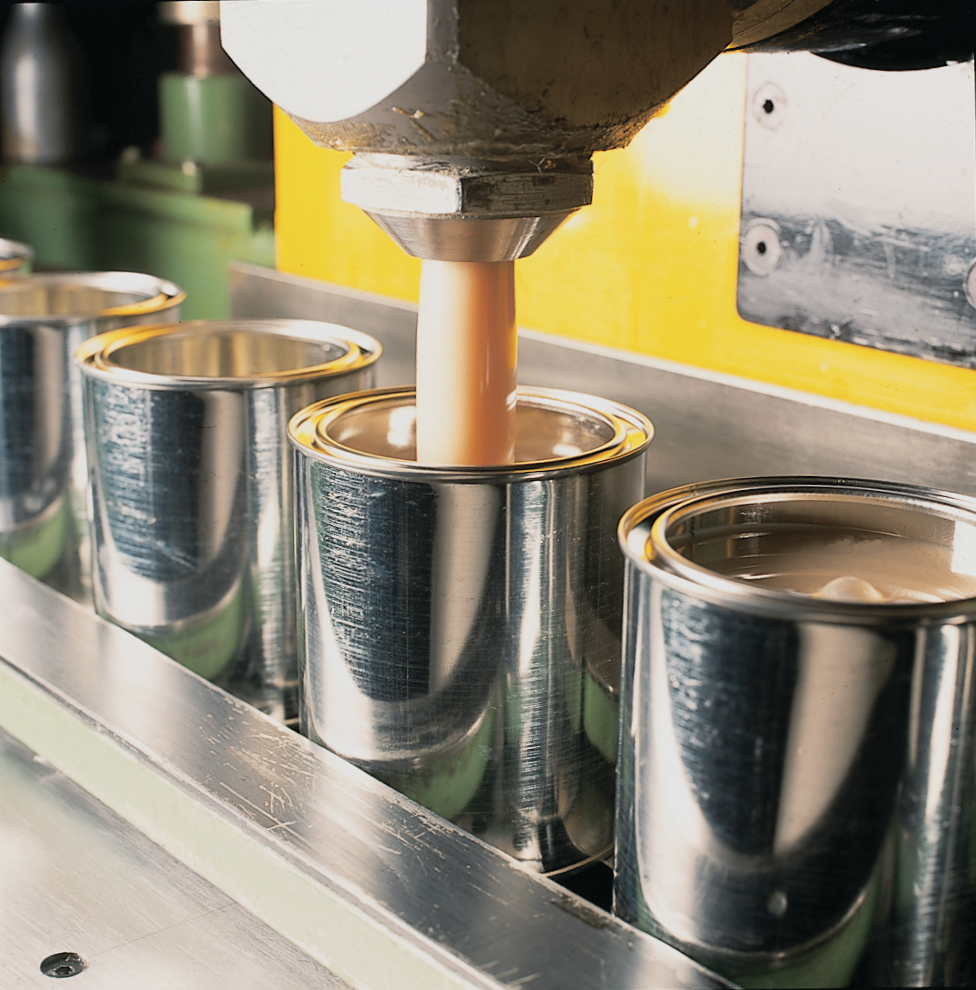
Lackabfüllung bei Hesse

## Auszeichnungen
- Das Unternehmen wurde im Jahr 2010 vom Landschaftsverband Westfalen-Lippe (LWL) für ihr vorbildliches betriebliches Eingliederungsmanagement ausgezeichnet.[4]